# Walter D’Hondt
Walter Ignace D’Hondt (* 11. September 1936 in Richmond, heute zu Greater London gehörig) ist ein ehemaliger kanadischer Ruderer.
D’Hondt begann als Hammerwerfer, wechselte aber mit 18 Jahren zum Rudern. Der Absolvent der englischen John Fisher School
ruderte im Achter der University of British Columbia zusammen mit Archibald MacKinnon, Lorne Loomer und Donald Arnold. Die vier Ruderer qualifizierten sich überraschend im Vierer ohne Steuermann für die Olympischen Spiele 1956 in Melbourne. Im Finale der Olympischen Regatta siegten die vier Kanadier mit über zehn Sekunden Vorsprung vor dem Boot aus den Vereinigten Staaten.
Bei den British Empire and Commonwealth Games 1958 in Cardiff gewannen die Kanadier den Titel mit dem kanadischen Achter, Arnold und D’Hondt traten auch im Vierer mit Steuermann an und erkämpften in dieser Bootsklasse die Silbermedaille. Bei den Olympischen Spielen 1960 in Rom traten die vier Olympiasieger von 1956 mit dem kanadischen Achter an. Im Finale siegte der Deutschland-Achter vor den Kanadiern und dem Boot aus der Tschechoslowakei.
Der 1,93 m große Walter D’Hondt arbeitete nach seiner sportlichen Karriere als Ingenieur bei Boeing in Seattle.